# Fernando Tuesta
Fernando Tuesta Soldevilla (Lima, 5 de febrero de 1955) es un sociólogo y analista político peruano especializado en temas electorales. Es profesor de Ciencias Políticas en la Pontificia Universidad Católica del Perú desde 1989 y fue jefe de la Oficina Nacional de Procesos Electorales (2000-2005), encargado de organizar las elecciones generales del 2001 tras el colapso del régimen fujimorista.

## Biografía
Nació en la ciudad de Lima, el 5 de febrero de 1955. Es egresado de la Pontificia Universidad Católica del Perú donde estudió la carrera de Sociología y también cuenta con postgrado en la Universidad Nacional Mayor de San Marcos y en la Universidad de Heidelberg ubicado en Alemania. Fue uno de los fundadores de la Asociación Civil Transparencia.

### Carrera como funcionario público
Es especialista en temas electorales y en diciembre del año 2000, fue designado por el gobierno de transición del expresidente Valentín Paniagua como jefe de la Oficina Nacional de Procesos Electorales (ONPE) con el fin de organizar las ya convocadas elecciones generales para el año 2001. Su mandato culminó en diciembre del año 2005 durante el gobierno de Alejandro Toledo. Generó polémica sus declaraciones en una entrevista a Radio Programas del Perú (RPP) sobre el fraude de las elecciones generales del 2000, donde se cuestionaba la elección de Alberto Fujimori y los manejos de Vladimiro Montesinos.
Presidió la Comisión de Alto Nivel para la Reforma Política (2019), convocada por el gobierno del expresidente Martín Vizcarra para la propuesta de reformas políticas y electorales.
En el 2022,  participó como miembro de la Misión de Observación de la Organización de los Estados Americanos que tienen el rol de supervisar como acontecen  las elecciones, así como realizar un informe con sugerencias y recomendaciones para perfeccionar este mecanismo, desde su papel de agente externo.

### Aportes académicos
Al  finalizar su carrera, sustentó su tesis de pregrado enfocado en el tema de las elecciones de representantes para la Asamblea Constituyente de 1978, la que sería la primera votación desde 1963. Este trabajo de investigación le abre las puertas en el ámbito de la investigación de temas electorales.
En el trayecto de su carrera académica, Tuesta ha realizado  una gran diversidad de publicaciones abordando temas importantes como la reforma política, la representación política, sistemas electorales y la opinión pública,  en general son temas en los que él se ha especializado y que  entran en debate para la ciudadanía. Su relevancia dentro de la política peruana  se ha hecho notar debido a su participación constante que ha mantenido durante más de cuatro décadas hasta la actualidad. Otorgando una gran lista de aportes académicos que son fundamentales en la investigación del escenario peruano que ayudan a entender la coyuntura nacional a través de sus publicaciones, redes sociales y conferencias.

## Obra
Su libro, La reforma política ideas y debates para un mejor gobierno, es una recopilación de ideas relacionadas con la reforma política que Tuesta  ha venido planteando durante años. Contiene temas como el sistema de partidos, donde se enfoca en cómo se desarrollan fuera y dentro del parlamento. Se menciona al sistema electoral y cómo  este ha ido evolucionando desde épocas donde no se le permitía el voto a las mujeres hasta la actualidad. Asimismo, se analiza al sistema de gobierno, Tuesta considera que este presenta una serie de deficiencias los cuales deben reformarse, puesto que para él representan una espada de doble filo. Es así como se presenta una serie de alternativas e ideas sugerentes para que el lector pueda reflexionar en torno a la política peruana.
Por otro lado en su artículo, Un voto letal: el voto preferencial y los partidos políticos en el Perú, se centra en como el voto preferencial se ha desenvuelto en los procesos electorales y el sistema de partidos, es decir estudia su origen, desarrollo y el impacto que tiene en el ámbito político peruano. Tuesta evalúa el voto preferencial en el sistema electoral y lo contrasta con la elección de la década de los 80 demostrando tiene algunos puntos a favor del candidato que postula a comparación de los de hoy en día.
En cuanto a su artículo El liderazgo político en el Perú, estudia el liderazgo de distintas figuras políticas, donde se centra en analizar como el pueblo peruano  llegó a ovacionar y apoyar a Fujimori. Sin duda este escrito abre un espacio de debate, dependiendo de la posición en la que se encuentre el lector. Tuesta halla distintos factores que influyen en el rol de representación y liderazgo, que en el contexto del gobierno de Alberto Fujimori significativamente se enfrenta a un momento de crisis tanto económica como social y política.
También escribió el artículo Abstencionismo y ausentismo, ¿son iguales? donde desarrolla sus ideas sobre lo que significa la participación política en el sistema de la  democracia, se enfoca en la problemática de la ausencia de la participación ciudadana y el abstencionismo. Se desprenden una serie de diferencias entre ambos términos para demostrarle al lector que no son iguales en el campo político.  

### Libros
- Tuesta, Fernando (1983). Elecciones Municipales: Cifras y escenario político. Centro de Estudios y Promoción del Desarrollo.
- Tuesta, Fernando (1985). El nuevo rostro electoral: Las municipales del 83. Centro de Estudios y Promoción del Desarrollo.
- Tuesta, Fernando (1986). Perú 1985: El Derrotero de una Nueva Elección. Friedrich-Ebert-Stiftung.
- Tuesta, Fernando (1987). Perú Político en Cifras: Elite Política y Elecciones. Friedrich-Ebert-Stiftung.
- Tuesta, Fernando (1989). Pobreza Urbana y Cambios Electorales en Lima. Centro de Estudios y Promoción del Desarrollo.
- Tuesta, Fernando (1994). Perú Político en Cifras: Elite Política y Elecciones. Friedrich-Ebert-Stiftung.
- Tuesta, Fernando (1995). Sistema de Partidos Políticos en el Perú 1978-1995. Friedrich-Ebert-Stiftung.
- Tuesta, Fernando (1995). Congreso: Rol y Funciones. Instituto Apoyo.
- Tuesta, Fernando (1996). Simposio sobre Reforma Electoral. Fundación Internacional para Sistemas Electorales.
- Tuesta, Fernando (1996). Los Enigmas del Poder (Fujimori 1990-1996). Friedrich-Ebert-Stiftung.
- Tuesta, Fernando (1997). No sabe/No opina (Medios y encuestas políticas). Konrad Adenauer Stiftung.
- Tuesta, Fernando, ed. (1999). Campañas Electorales y Medios de Comunicación en América Latina. Konrad Adenauer Stiftung.
- Tuesta, Fernando, ed. (1999). El Juego Político (Fujimori, la oposición y las reglas). Friedrich-Ebert-Stiftung.
- Tuesta, Fernando (1999). Sistemas Electorales en los Países Andinos (Mecanismos, Efectos y Reformas). Parlamento Andino.
- Tuesta, Fernando; Robles, Marcela (2001). Perú político en cifras: 1821-2001. Friedrich-Ebert-Stiftung. ISBN 9789972530302.
- Tuesta, Fernando (2001). La Jornada Electoral. Análisis compararivo Lima-Huamanga de las elecciones generales 2000. Oficina Nacional de Procesos Electorales. ISBN 9972695069.
- Tuesta, Fernando (2002). La Circunscripción Electoral: Perú y la Región Andina. Oficina Nacional de Procesos Electorales. ISBN 9972695123.
- Tuesta, Fernando (2005). Representación política: las reglas también cuentan. Friedrich-Ebert-Stiftung. ISBN 9789972430381.
- Tuesta, Fernando (2010). El sistema de partidos en la Región Andina. Construcción y desarrollo (1978-1995). Asamblea Nacional de Rectores. ISBN 9786124011429.
- Tuesta, Fernando, ed. (2014). Una onda expansiva. Las revocatorias en el Perú y América Latina. Pontificia Universidad Católica del Perú. ISBN 9786124150357.
- Tuesta, Fernando, ed. (2016). Partidos políticos y elecciones. Representación política en América Latina. Pontificia Universidad Católica del Perú. ISBN 9786124150623.
- Tuesta, Fernando, ed. (2017). Perú: Elecciones 2016. Un país dividido y un resultado inesperado. Pontificia Universidad Católica del Perú. ISBN 9786123172787.
- Tuesta, Fernando; Muñoz, Paula; Campos, Milagros; Bensa, Jessica; Tanaka, Martín (2019). Hacia la Democracia del Bicentenario. Comisión de Alto Nivel para la Reforma Política. Konrad Adenauer Stiftung. ISBN 9789972263989.
- Tuesta, Fernando; Welp, Yanina, eds. (2020). El Diablo está en los detalles. Referéndum y poder político en América Latina. Pontificia Universidad Católica del Perú. ISBN 9786123176181.
- Tuesta, Fernando (2023). LA REFORMA POLÍTICA IDEAS Y DEBATES PARA UN MEJOR GOBIERNO. Penguin Random House Grupo Editorial.

### Artículos
- Dime que circunscripción tienes y te diré que quieres (La circunscripción electoral en el Perú).
- Notas sobre el derecho y sistema electoral.
- El Sistema Electoral Peruano: sus efectos en el sistema político.
- Elecciones Municipales en Centros Poblados
- Elecciones en la Era Digital
- Abstencionismo y ausentismo ¿son iguales?
- El Liderazgo Político en el Perú

### Proyectos de Investigación
- ¿Elecciones generales 1985?
- Campañas Electorales en América Latina, 1999
- Villa El Salvador: democracia local y municipios
- Elecciones municipales 1980, Elecciones municipales 1983, Pobreza urbana y Elecciones
- Sistemas Electorales en la Región Andina, 1999.
- La autoridad cuestionada: la revocatoria del mandato en el Perú (1997-2012)
- Investigador a cargo de la Dirección Trabajo de Campo de las encuestas realizadas en Lima Metropolitana (1983, 1985 y 1988)